# 10653 Witsen
A 10653 Witsen (ideiglenes jelöléssel 6030 P-L) egy kisbolygó a Naprendszerben. Cornelis Johannes van Houten,  Ingrid van Houten-Groeneveld és Tom Gehrels fedezte fel 1960. szeptember 24-én.